# Paul Duppenthaler

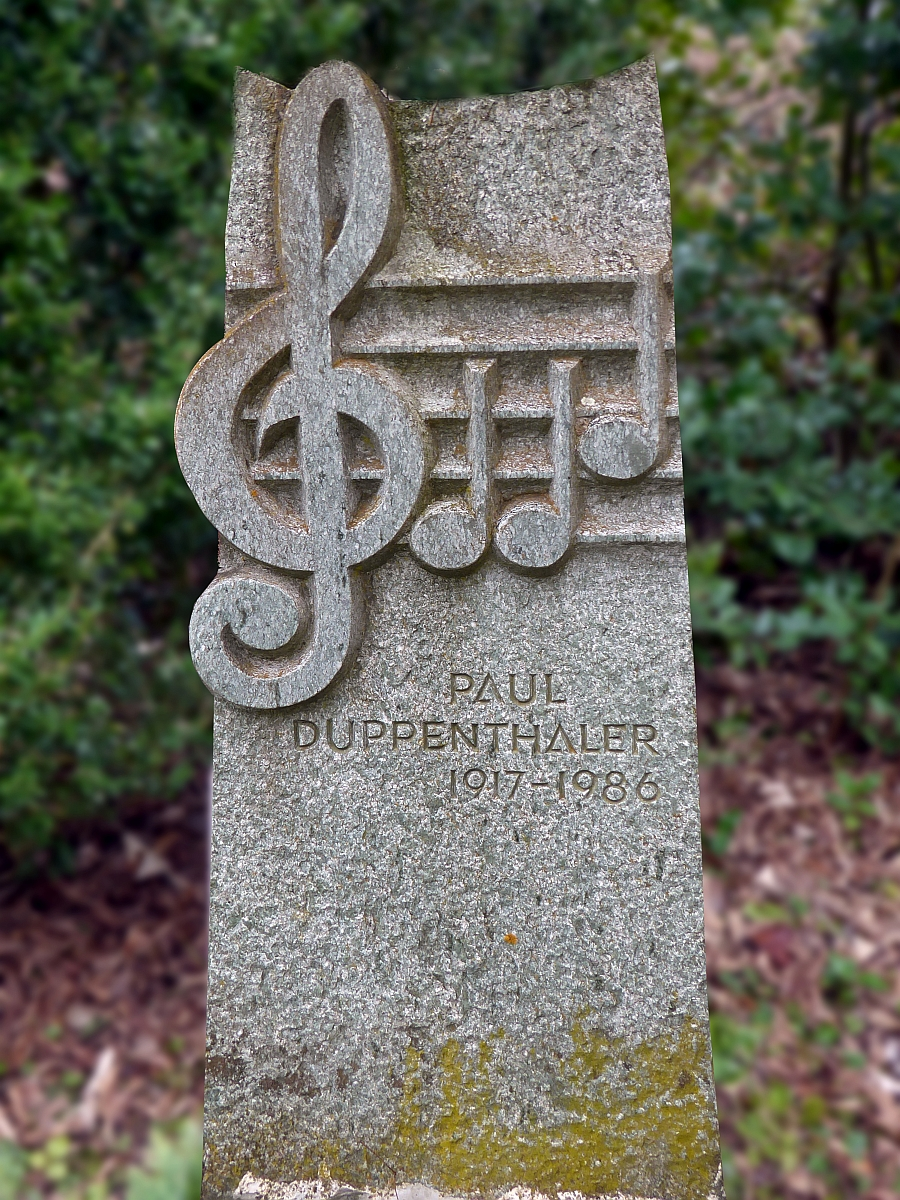
Grabstein vor dem Friedhofmuseum, Friedhof am Hörnli, Riehen, Basel-Stadt

Paul Duppenthaler (* 1917 in Birsfelden; † 13. Juni 1986) war ein Schweizer Musiker. Er war einer der bekanntesten Jodler des Landes.
Duppenthaler nahm schon mit sechs Jahren Musikunterricht. Mit 16 war er Vizedirigent im Kirchenchor Basel. Seit 1950 leitete er als ausgebildeter Dirigent eine grosse Zahl von Jodlerklubs. 1964 wurde er Kampfrichter beim Nordwestschweizerischen Jodlerfest. 1976 wurde er Ehrenmitglied des Nordwestschweizerischen Jodlerverbandes. Ein weiterer Höhepunkt seines musikalischen Lebens war 1980 die Verleihung des Goldenen Violinschlüssels 1980.